# Alcockpenaeopsis
Alcockpenaeopsis is een geslacht van kreeftachtigen uit de klasse van de Malacostraca (hogere kreeftachtigen).

## Soort
- Alcockpenaeopsis hungerfordii (Alcock, 1905)